# Armand Louis Carré de Busserolle
Armand Carré de Busserolle est né à Draguignan le 8 décembre 1823. C'est un fils de militaire qui rejoint lui aussi l'armée à l'âge de 20 ans et sert en Afrique ainsi que lors de la guerre de 1870. Il est mort le 29 janvier 1909 à Tours. C'est aussi un céramiste néo-palisséen dont les productions se rapprochent de celles de Léon Brard mais elles sont plus rares.